# Hunsingo (molen)
De korenmolen Hunsingo, ook wel Molen van Haitsma genoemd, staat aan het Boterdiep in Onderdendam in de provincie Groningen.
De molen werd in 1855 gebouwd en bleef tot 1939 op windkracht in bedrijf. Toen werd de molen ontdaan van kap, wieken, stelling en bovenbouw. Slechts de achtkante stenen onderbouw bleef staan. Al in 1995 ontstonden er plannen om de molen in oude luister te herstellen. In 1997 kocht de Molenstichting Onderdendam daarvoor de bovenbouw van een voormalige molen uit Rijssen aan. Pas in 2005 kwam er meer schot in de zaak toen de gehele onderbouw werd gerestaureerd en tevens weer van een stelling werd voorzien. Twee verdiepingen erfgoedlogies met ontbijt, lunchcafé en vergaderruimte werd in de onderbouw ingericht, evenals een expositie van het openluchtmuseum in Warffum. In het najaar van 2006 kreeg de molen een kanjersubsidie voor monumentenrestauraties waarmee de molen weer tot complete maalvaardige molen kon worden hersteld.
Eind oktober 2007 is molenmaker Doornbosch te Adorp begonnen met de opbouw van de uit Rijssen afkomstige achtkant. Dit gebeurde op een industrieterrein aan de weg Bedum-Onderdendam. Op 26 april 2008 is de achtkant over het Boterdiep naar Onderdendam vervoerd en op de stenen onderbouw geplaatst. De geheel nieuwe kap is op 20 september 2008 aangebracht. Op 4 december 2008 werd het wiekenkruis gestoken. De nieuwe roeden hebben een lengte van 20,70 meter en zijn uitgerust met het oudhollands hekwerk met zeilen. De molen is in april 2009 maalvaardig opgeleverd en werd op 18 april 2009 feestelijk in gebruik gesteld door burgemeester Wilte Everts van de gemeente Bedum. Vanaf juni 2008 is er tevens de mogelijkheid om te dineren met Groninger streekgerechten en met gebruikmaking van streek- en biologische producten.